# Europese kampioenschappen boksen vrouwen 2009
De Europese kampioenschappen boksen 2009 vonden plaats van 15 tot en met 20 september 2009 in Mykolajiv, Oekraïne. Het toernooi werd georganiseerd onder auspiciën van EUBC. In deze zevende editie van de Europese kampioenschappen boksen voor vrouwen streden 113 boksers uit 24 landen om de medailles in elf gewichtscategorieën.

## Medailles
| Gewichtsklasse              | Goud                | Zilver              | Brons                                 |
| --------------------------- | ------------------- | ------------------- | ------------------------------------- |
| Minimumgewicht (– 46 kg)    | Svetlana Gnevanova  | Natalie Lungo       | Steluța Duță Oksana Shtakun           |
| Lichtvlieggewicht (– 48 kg) | Jenny Hardingz      | Elena Savelyeva     | Lidia Ion Mónika Csík                 |
| Vlieggewicht (– 51 kg)      | Tetyana Kob         | Shipra Nilsson      | Virginie Nave Sümeyra Kaya-Yazıcı     |
| Bantamgewicht (– 54 kg)     | Karolina Michalczuk | Ivanna Krupenia     | Helena Falk Viktoria Usachenko        |
| Vedergewicht (– 57 kg)      | Sofia Ochigava      | Yulia Tsiplakova    | Marzia Davide Nagehan Gul             |
| Lichtgewicht (– 60 kg)      | Katie Taylor        | Meryem Zeybek Aslan | Denitsa Eliseyeva Olexandra Sidorenko |
| Halfweltergewicht (– 64 kg) | Gülsüm Tatar        | Farida el-Hadrati   | Vera Slugina Yana Zavyalova           |
| Weltergewicht (– 69 kg)     | Lotte Lien          | Katarzyna Furmaniak | Gihade Lagmiri Tatiana Ivaschenko     |
| Middengewicht (– 75 kg)     | Irina Sinetskaya    | Liliya Durnyeva     | Anita Ducza Ulrike Brueckner          |
| Halfzwaargewicht (– 81 kg)  | Luminita Turcin     | Selma Yağcı         | Mária Kovács Desislava Lazarova       |
| Zwaargewicht (+ 81 kg)      | Nadezhda Torlopova  | Semsi Yarali        | Raluca Chis Inna Shevchenko           |

## Medaillespiegel
| Plaats | Land      | Goud | Zilver | Brons | Totaal |
| 1      | Rusland   | 4    | 1      | 2     | 7      |
| 2      | Oekraïne  | 1    | 3      | 5     | 9      |
| 3      | Turkije   | 1    | 3      | 2     | 6      |
| 4      | Zweden    | 1    | 2      | 1     | 4      |
| 5      | Polen     | 1    | 1      | 0     | 2      |
| 6      | Roemenië  | 1    | 0      | 3     | 4      |
| 7      | Ierland   | 1    | 0      | 0     | 1      |
| 7      | Noorwegen | 1    | 0      | 0     | 1      |
| 9      | Frankrijk | 0    | 1      | 2     | 3      |
| 10     | Hongarije | 0    | 0      | 3     | 3      |
| 11     | Bulgarije | 0    | 0      | 2     | 2      |
| 12     | Duitsland | 0    | 0      | 1     | 1      |
| 12     | Italië    | 0    | 0      | 1     | 1      |
| Totaal | Totaal    | 13   | 13     | 26    | 52     |

## Deelnemende landen
Er deden 113 boksers uit 24 landen mee aan het toernooi.
- Bulgarije
- Denemarken
- Duitsland
- Engeland
- Finland
- Frankrijk
- Griekenland
- Hongarije
- Ierland
- Italië
- Litouwen
- Noorwegen
- Oekraïne
- Polen
- Roemenië
- Rusland
- Slovenië
- Spanje
- Tsjechië
- Turkije
- Wales
- Wit-Rusland
- Zweden
- Zwitserland